# Tsibritsa
Tsibritsa (Bulgaars: Цибрица, Latijn: Ciabrus) is een rivier in het noordwesten van Bulgarije, in de oblast Montana, het is een rechter zijrivier van de Donau. De lengte is 87,5 km, waarmee hij op de 35e plaats, qua lengte, bevindt op de lijst van rivieren in Bulgarije. 
De rivier de Tsibritsa ontspringt ten noorden van Kostin Vrah in het laaggebergte van de Balkan (de regio tussen het gebergte en de Donau) op 818 m boven de zeespiegel. Bij het dorp Klisuritsa stroomt de rivier de Klisuritsa aan de rechterkant de rivier Tsibritsa binnen. De rivier mondt uit in de Donau, 700 m ten oosten van het dorp Dolni Tsibar.
Volgens sommige historici was de Tsibritsa of Ciabrus de grens tussen Moesia superior (soms wel Opper-Moesië genoemd) en Moesia inferior (Neder-Moesië) (zie Moesië)